# 刘昆 (1956年)
刘昆（1956年12月—），广东省潮州市饶平县人，中共第十九届中央纪律检查委员会委员。1973年6月参加工作，1984年7月加入中国共产党。厦门大学经济系财政金融专业毕业，中共广东省委党校经济学专业在职研究生学历。曾任广东省人民政府副省长、中华人民共和国财政部副部长、部长等职务，现任全国社会保障基金理事会党组书记、理事长。

## 经历
刘昆祖籍广东省，在福建省云霄县長大。幼時家貧，未讀中学；少年时，在刻印店当学徒，帮收购旧书的小贩分拣旧书，憑此完成中学基础教育。
1977年恢复高考时，刘昆正在云霄县第二轻工业局综合厂当工人，报名参加高考。刘昆的高考第一志愿是厦门大学中文系，第二志愿是厦门大学历史系，第三志愿是厦门大学财政金融专业。刘昆和何立峰是厦门大学经济系财政金融专业1977级（1978年初入学）的同學。
1982年，刘昆大學畢業后，受聘於广东省人民政府办公厅；历任广东省人民政府办公厅副处长、处长、副主任、副秘书长，广东省财政厅厅长等职。
2010年7月，升任广东省人民政府副省长。2013年5月，任财政部副部长、党组成员。
2016年12月，任全国人大常委会预算工作委员会主任。2017年1月，补选为第十二届全国人大代表。2017年2月，任全国人大财政经济委员会副主任委员。2018年2月，当选为第十三届全国人大代表。
2018年3月19日，61岁的刘昆在十三届人大一次会议上，被任命为中华人民共和国财政部部长。同月，任财政部党组书记。
2023年3月，已经年满66岁的刘昆继续留任财政部长。同年9月28日不再担任财政部党组书记。同年10月24日，刘昆在第十四届全国人大常务委员会第六次会议上被免去财政部部长职务，由蓝佛安接替。
2025年1月17日起出任全国社会保障基金理事会党组书记、理事长。